# Gianluca Nijholt
Gianluca Nijholt est un footballeur néerlandais, né le 14 février 1990 à Utrecht aux Pays-Bas. Il évolue comme milieu relayeur.

## Palmarès
Vierge